# Juraj Husár
Juraj Husár (* 8. února 1942) je bývalý slovenský fotbalista, obránce.

## Fotbalová kariéra
V československé lize hrál za Tatran Prešov. Nastoupil v 58 ligových utkáních a dal 1 ligový gól. Za druholigový Prešov odehrál obě utkání proti Bayernu Mnichov v Poháru vítězů pohárů v sezoně 1966/67.

## Ligová bilance
| Ročník                                   | Zápasy | Góly | Klub          |
| ---------------------------------------- | ------ | ---- | ------------- |
| 1. československá fotbalová liga 1969/70 | 25     | 0    | Tatran Prešov |
| 1. československá fotbalová liga 1970/71 | 27     | 1    | Tatran Prešov |
| 1. československá fotbalová liga 1971/72 | 6      | 0    | Tatran Prešov |
| CELKEM 1. liga                           | 58     | 1    |               |